# Torraca
Torraca är en ort och kommun i provinsen Salerno i regionen Kampanien i Italien. Kommunen hade 1 251 invånare (2017).